# Clemensia pontenova
Clemensia pontenova là một loài bướm đêm thuộc phân họ Arctiinae, họ Erebidae.